# Niuginitrichia umboina
Niuginitrichia umboina är en nattsländeart som beskrevs av Wells 1990. Niuginitrichia umboina ingår i släktet Niuginitrichia och familjen smånattsländor. Inga underarter finns listade i Catalogue of Life.